# کن کیتسون
کن کیتسون (انگلیسی: Ken Kitson؛ زادهٔ ۱۹۴۶ میلادی) بازیگر اهل انگلستان است.
از فیلم‌ها یا مجموعه‌های تلویزیونی که وی در آن‌ها نقش داشته‌است، می‌توان به حرفه‌ای‌ها، سوئینی، خیابان کورونیشن، شیر، کمد و جادوگر و در انتهای دوران میانسالی اشاره نمود.